# Giovanni Battista Bertani

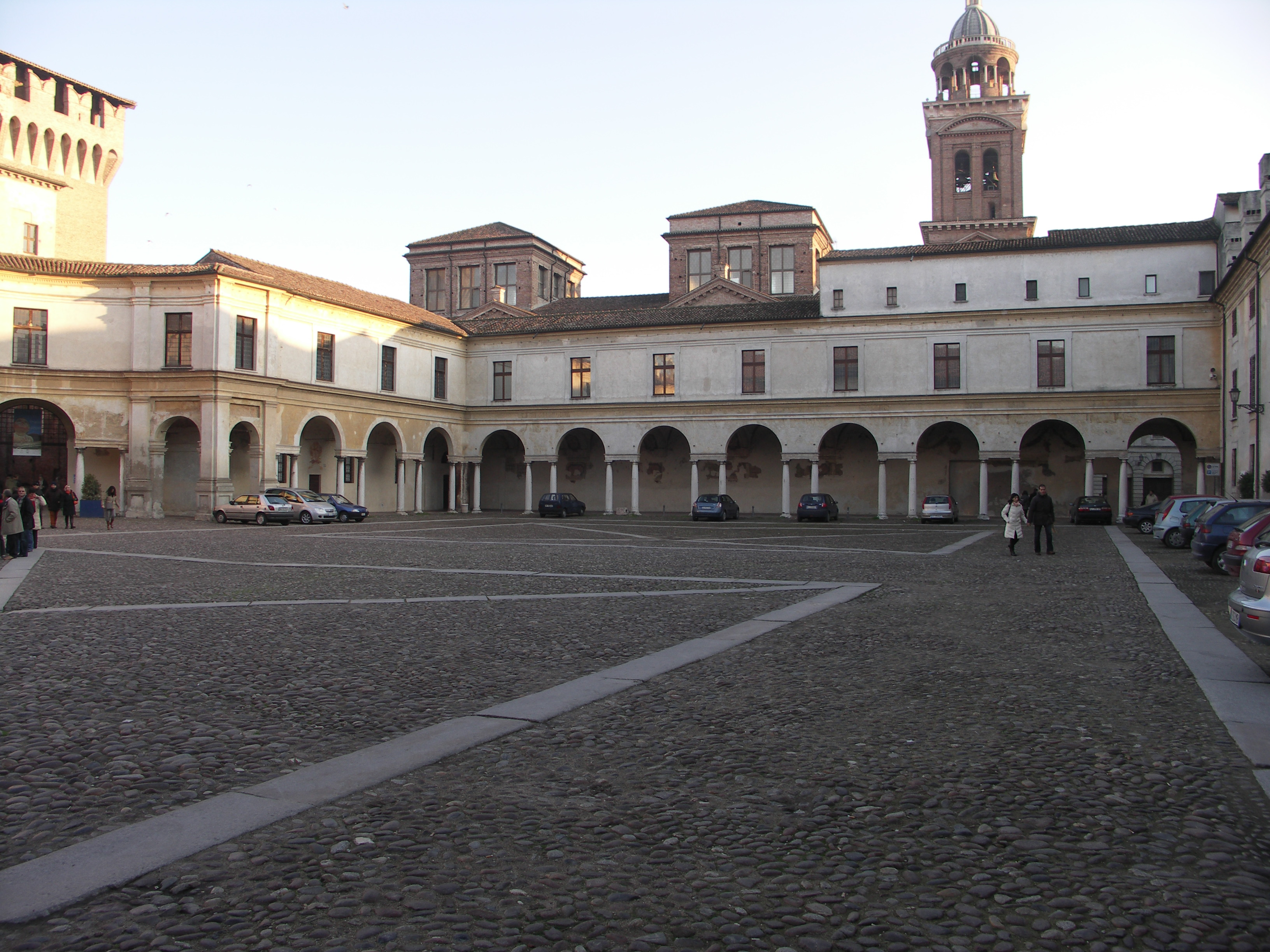
Palacio Ducal de Mantua, obra de Bertani y Bernardino Facciotto.

Giovanni Battista Bertani (Mantua, c. 1516–1576) fue un pintor y arquitecto italiano del Renacimiento.
Alumno de Giulio Romano, trabajó en el taller ducal de pintura de Mantua; uno de sus alumnos fue Paolo Veronese. 